# Stefania ackawaio
Espèce
Statut de conservation UICN

 VU  : Vulnérable
Stefania ackawaio est une espèce d'amphibiens de la famille des Hemiphractidae.

## Répartition
Cette espèce est endémique du Guyana. Elle  se rencontre dans la sierra de Pacaraima de 1 490 à 1 550 m d'altitude sur le mont Ayanganna et de 1 234 à 1 411 m sur le mont Wokomung.

## Étymologie
Cette espèce est nommée en l'honneur des Akawaio.

## Publication originale
- MacCulloch & Lathrop, 2002 : Exceptional diversity of the genus Stefania (Anura: Hylidae) on Mount Ayanganna, Guyana; three new species and new distributional records. Herpetologica, vol. 58, no 3, p. 327-346.